# Bullen (brittisk tecknad serie)
För andra betydelser, se Bullen.
Bullen (Mighty Mouse i original), är en brittisk humoristisk fotbollsseriesserie av Fred Baker och Julio Schiaffino som bland annat gått i svenska Buster och Barracuda.
Serien handlar om medicinstuderande fotbollsspelaren Kevin Mouse. Även kallad "Bullen" på grund av sitt korpulenta yttre. "Bullen" kombinerar spel i St Victors Hospitals korplag med spel i engelska ligalaget Tottenford Rovers. Han är en enastående fotbollsspelare med bananskruvar som sitt signum. Men han hamnar ofta i blåsväder då St Victors föreståndarinna "Galna Annie" har ett horn i sidan till honom. Även Tottenfords manager "Bully" försöker göra tillvaron sur för "Bullen".
Slogs sedermera ihop med serien Super-Mac som då blev Super-Mac och Bullen.
 Artikeln var, i den version den hade den 16 maj 2006, helt eller delvis hämtad från Seriewikin (hos Seriefrämjandet): Bullen_(2)